# Miki Minoru
Miki Minoru (jap. 三木 稔; * 16. März 1930 in der Präfektur Tokushima; † 8. Dezember 2011 in Tokio) war ein japanischer Komponist. Er war dafür bekannt, dass er neben dem (europäischen) klassischen Orchester traditionelle japanische Instrumente besaß. 1991 führte das Gewandhausorchester ein bei ihm anlässlich des 200-jährigen Bestehens in Auftrag gegebenes Werk weltweit erstmals auf.
Er war auch als Interpret auf der Pipa (einer Lautenart, in Japan Biwa 琵琶) bekannt und gründete 1964 das Ensemble Pro Musica Nipponia.

## Werke

### Zyklus zur Japanischen Geschichte (日本史オペラ連作)
- Shunkinshō (春琴抄) (1975)
- Ada, An Actor's Revenge (あだ) (1979; zusammen mit Geoffrey Tozer)[1][2]
- Jōruri (じょうるり) (1985)
- Wakahime (ワカヒメ) (1991)
- Shizuka to Yoshitsune (静と義経) (1993)
- Sumidagawa/Kusabira (隅田川／くさびら) (1995)
- Genji monogatari (源氏物語) (vgl. Die Geschichte vom Prinzen Genji) (1999)
- Ai-en (愛怨, To Die for Love) (2005, uraufgeführt 2006 Tokio)

### Bühnenwerke
- The Monkey Poet (1983)
- Yomigaeru 読み蛙 (1992)
- From the Land of Light 光の国から (Ballett)

### Chor mit Orchester
- Requiem (1963)

### Chor
- The Mole's Tale (1966)

### Filmmusik
- Im Reich der Sinne 愛のコリーダ (1976), – Regie: Nagisa Ōshima

### Orchesterwerke
- Trinita sinfonica (1953)
- Symphony Joya (1960)
- Symphony from Life (1980)
- Beijing Requiem (1990)
- MAI 舞 (1992)
- Den Den Den (1994)

### Orchesterwerke und Gesang
- Marimba Concerto (1969)
- Eurasian Trilogy 鳳凰三連 (1969; 74; 81)
- Koto Concerto N. 1 (1974)
- Koto Concerto N. 2 (1978)
- Koto Concerto N. 3 (1980)
- Koto Concerto N. 4 (1984)
- Koto Concerto N. 5 (1985)
- Z Concerto (1992)
- Pipa Concerto (1997), der Pipa-Virtuosin Yang Jing gewidmet
- Requiem 99 (1998)
- Trio Concerto (2000)
- Shakuhati Concerto (2002)

### Kammermusik
- Piano Sextet (1965), fl, ob, cl, bn, hn, pf
- Piano Trio (1986), pf, vn, vc
- String Quartet (1989)
- Marimba Spiritual (1983) marimba solo with percussion trio